# Сеймуриаморфы
Сеймуриаморфы (лат. Seymouriamorpha) — клада примитивных четвероногих из верхнего палеозоя, которой придают ранг от надсемейства до отряда. Потомки антракозавров, первоначально считались примитивными рептилиями, потом — амфибиями. Иногда включаются в обширную сборную группу (подкласс) парарептилий, но чаще относят к кладе рептилиоморф. По морфологии промежуточны между амфибиями и рептилиями (могли иметь фолидоз, но личинки сохраняли наружные жабры).
Известны с верхнего карбона до конца перми (318,1—252,3 млн лет назад) из Северной Америки, Европы и Азии.
Занимают переходное положение между амфибиями и рептилиями. Строение их позвонков обеспечивало значительную гибкость и прочность позвоночника; наметилось преобразование двух первых позвонков в атлант и эпистрофей. Скелет конечностей и их поясов полностью окостеневал; имелись длинные костные рёбра, не замыкающиеся в грудную клетку. Череп имел затылочный мыщелок; у части форм сохранились жаберные дуги.
Учёные полагают что сеймуриаморфы ещё были связаны с водоёмами и имели водные личинки.

## Классификация группы

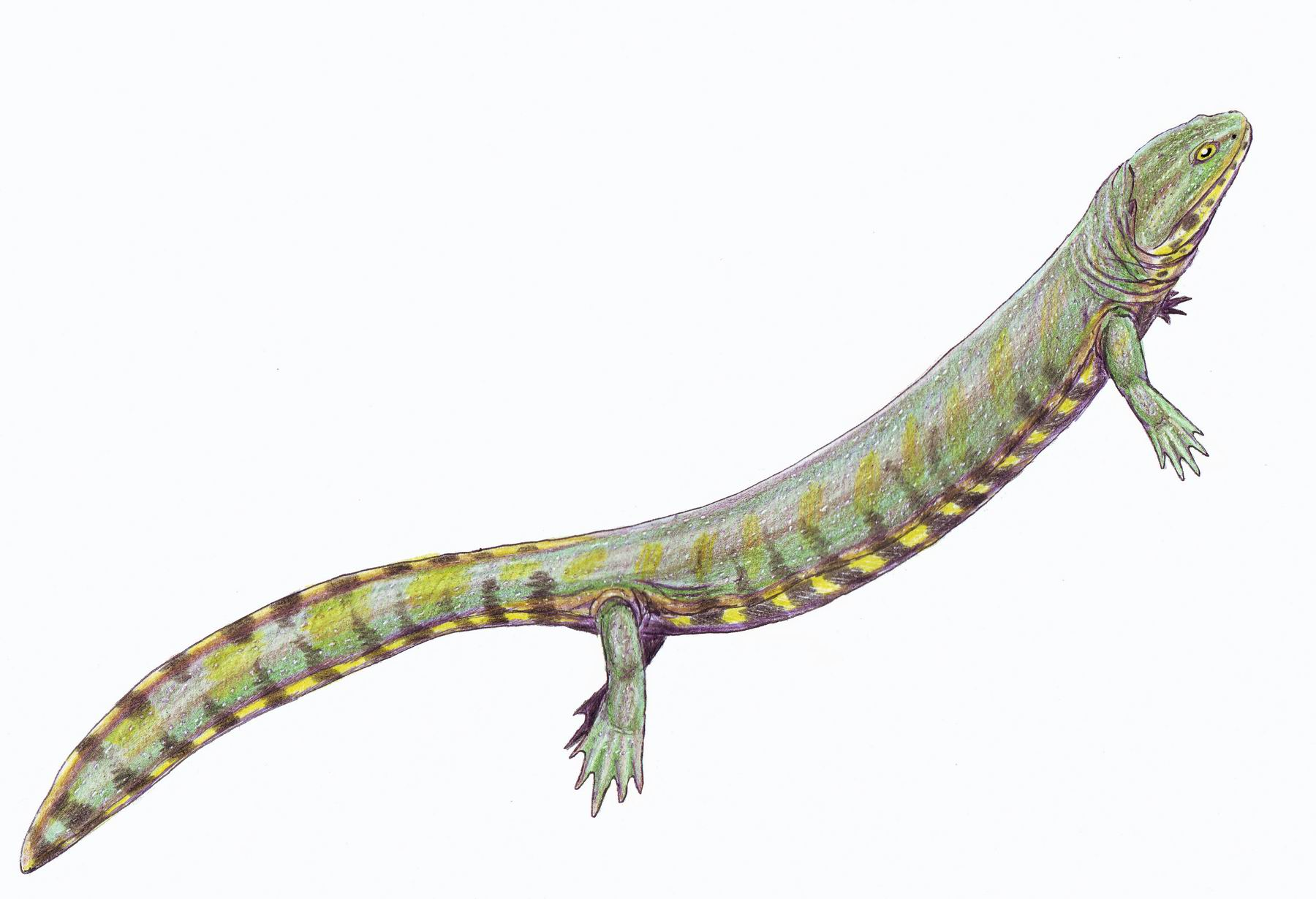
Котлассия

Классификация дана по работе В. В. Буланова 2003 года.
Отряд Seymouriamorpha — Сеймуриаморфы
- Надсемейство Kotlassioidea Romer, 1934 — Котлассиоиды[4][нет в источнике]. Постоянноводные формы, с чертами неотении. Отмечена тенденция к растительноядности (питание водорослями).
  - Семейство Utegeniidae Ivachnenko, 1987 — Ютегенииды[источник не указан 2636 дней]. Включает единственный род и вид — Utegenia shpinari Kuznetsov & Ivakhnenko 1981 из нижней перми или верхнего карбона Казахстана. Мелкие животные, питались беспозвоночными.
  - Семейство Kotlassiidae Romer, 1934 — Котлассииды[источник не указан 2636 дней]. Верхнепермские формы из Восточной Европы.
    - Подсемейство Leptorophinae Ivachnenko, 1987 — Лепторофины[источник не указан 2636 дней]. Среднепермские формы. Два вида: лепторофа (Leptoropha talonophora) и биармика (Biarmica tchudinovi). Растительноядные животные, могли питаться водорослями.
    - Подсемейство Kotlassiinae Romer, 1934 — Котлассиины[источник не указан 2636 дней]. Верхнепермские формы (татарский ярус), последние из сеймуриаморф. Два рода — котлассии (Kotlassia) и микрофон[источник не указан 2636 дней] (Microphon). Котлассии, возможно, были хищниками, микрофоны — всеядные животные, характер их питания мог меняться с возрастом.
- Надсемейство Seymourioidea Williston, 1911 — Сеймуриоиды[источник не указан 2636 дней]. Наземные и полуводные формы, хищные и насекомоядные.
  - Семейство Karpinskiosauridae Sushkin, 1925 — Карпинскиозавриды[источник не указан 2636 дней]. Примитивные формы, некоторые постоянноводные.
    - Подсемейство Discosauriscinae Romer, 1934 — Дискозаврискины[источник не указан 2636 дней]. Самые примитивные сеймуриаморфы, возможно, постоянноводные. Известны из нижней перми Западной Европы, Средней Азии и Китая. Большинство находок — личиночные формы, возможно, неотенические. 3 рода — собственно дискозавриск[источник не указан 2636 дней] (Discosauriscus) и маковския[источник не указан 2636 дней] (Makowskia) из нижней перми Западной Европы и ариеканерпетон[источник не указан 2636 дней] (Ariekanerpeton) из нижней перми Ферганы.
    - Подсемейство Karpinskiosaurinae Sushkin, 1925 — Карпинскиозаврины[источник не указан 2636 дней]. Довольно крупные полуводные хищники, из терминальной верхней перми Восточной Европы. Единственный род — карпинскиозавры.

  - Семейство Seymouriidae Williston, 1911 — Сеймурииды[источник не указан 2636 дней]. Наземные или полуводные хищники, из нижней перми Северной Америки и Германии, возможно, из «средней» перми Приуралья. Два рода — собственно сеймурии и ринозавриск[источник не указан 2636 дней] (Rhinosauriscus). Ринозавриск — вероятно, первый из описанных сеймуриаморф. Его череп был найден П. М. Языковым в медистых песчаниках Приуралья и описан Фишером фон Вальдгеймом в 1847 году. Образец утерян, судя по оставшимся изображениям, череп чрезвычайно сходен с черепом сеймурии.

Сеймуриаморфы интересны как малочисленная, но разнообразная группа, давшая оригинальные экологические адаптации (водные, «саламандроподобные», но при этом растительноядные; мелкие наземные хищники).